# Jeu de cartes de la Révolution française

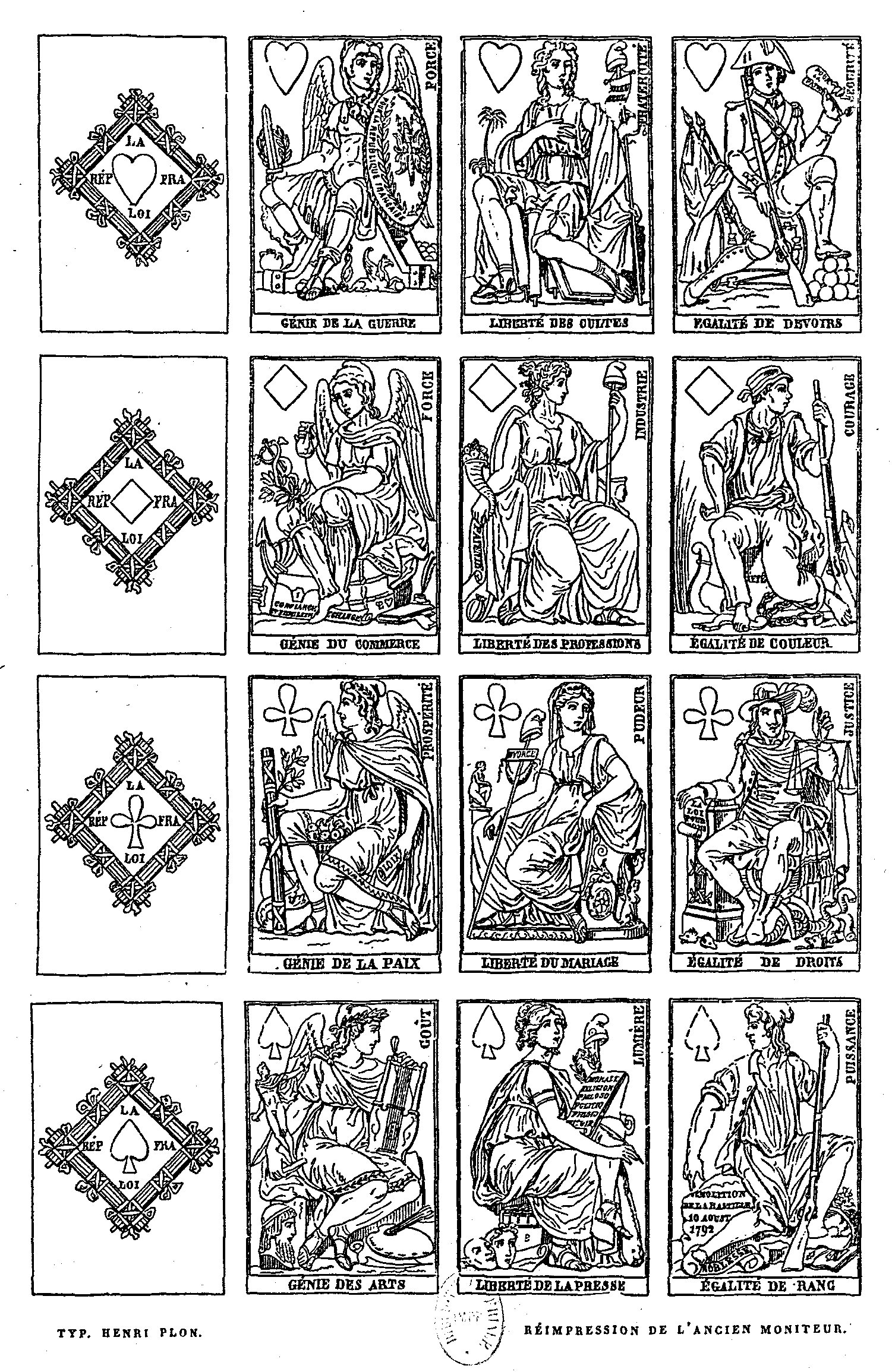
Planche représentant les différentes figures du jeu (lois, génies, libertés et égalités)

Le jeu de cartes de la Révolution française est une variante du jeu de cartes français issu de la Révolution française où les as et les figures (rois, dames et valets) ont été remplacés par des lois, génies, libertés et égalités afin de se détacher des figures monarchiques de l'Ancien Régime et de célébrer les valeurs de la Première République. À cette période, un décret de la Convention nationale du 1er brumaire an II (22 octobre 1793) interdisait la fabrication de papiers « portant des fleurs de lys ou autres attributs de la royauté ».

« Il n'est pas de Républicain qui puisse faire usage (même en jouant) d'expressions qui rappellent sans cesse le despotisme et l'inégalité ; il n'était point d'Homme de goût, qui ne fut choqué de la maussaderie des figures des Cartes à jouer, et de l'insignifiance de leurs noms. »

— Jaume et Dugourc, Exposé des motifs dans la notice du brevet d'invention des Nouvelles cartes de la République française

## Histoire
Le jeu a été créé en 1793 par Urbain Jaume et Jean-Démosthène Dugourc. Un brevet de cinq ans a été délivré le 17 février 1793.

## Cartes
Les correspondances avec le jeu de cartes français peuvent varier en fonction des versions,. Les lois remplacent les différents as. Elles remplacent ainsi la valeur la plus haute, afin de montrer la supériorité de la loi. Pour symboliser la République, les génies (remplaçant les rois) et les libertés (remplaçant les dames) sont habillés avec une toge romaine. La figure du défenseur peut parfois remplacer celle du génie. Représentant les différents types de citoyens de la société républicaine, les égalités (remplaçant les valets) sont quant à elles vêtues de costumes contemporains.
| Rang                          | Carreau (♦️)            | Cœur (♥️)           | Pique (♠️)           | Trèfle (♣️)        |
| ----------------------------- | ----------------------- | ------------------- | -------------------- | ------------------ |
| Loi (remplaçant l'As)         |                         |                     |                      |                    |
| Génie (remplaçant le Roi)     | Génie du commerce       | Génie de la guerre  | Génie des arts       | Génie de la paix   |
| Liberté (remplaçant la Dame)  | Liberté des professions | Liberté des cultes  | Liberté de la presse | Liberté de mariage |
| Égalité (remplaçant le Valet) | Égalité de couleurs     | Égalité des devoirs | Égalité de rang      | Égalité de droits  |

## Culture populaire
Victor Hugo mentionne le jeu dans son roman Quatrevingt-treize se déroulant en 1793 :

« On jouait aux cartes sur la borne des carrefours ; les jeux de
cartes étaient, eux aussi, en pleine révolution ; les
rois étaient remplacés par les génies, les dames
par les libertés, les valets par les égalités, et les as
par les lois. »

## Galerie

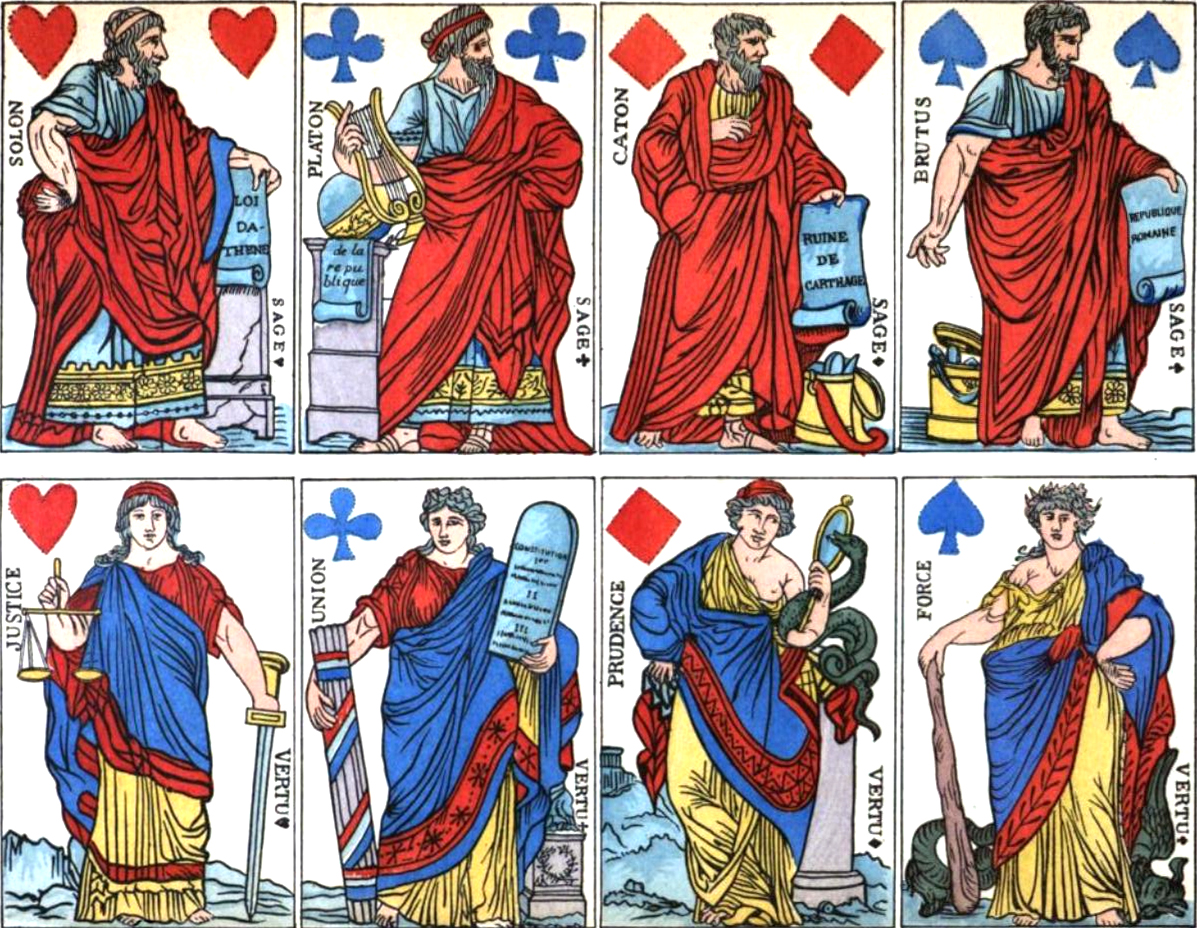
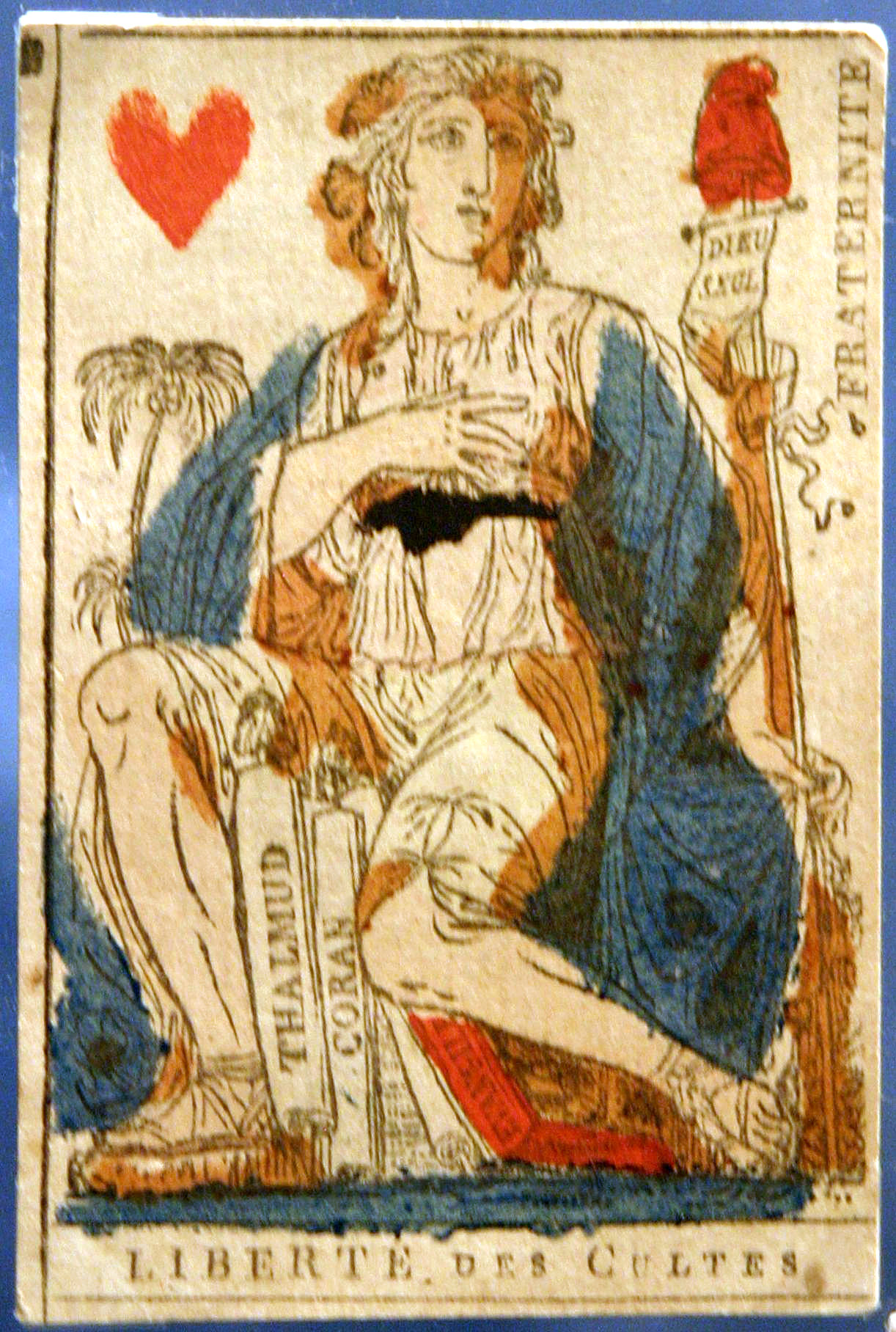

## Jeu de cartes de l'Empire
Les figures royales feront leur réapparition en 1808 sous Napoléon, lorsqu'il sera confié au peintre Jacques-Louis David la réalisation de nouveaux personnages symbolisant l'unité de l'Empire,.